# Австрийская почта в Османской империи
Австрийская почта в Османской империи — принадлежавшие Австрии почтовые отделения, которые работали в разных городах Османской империи с 1748 по 1914 год. Всего почтовые отделения были организованы в 79 городах.

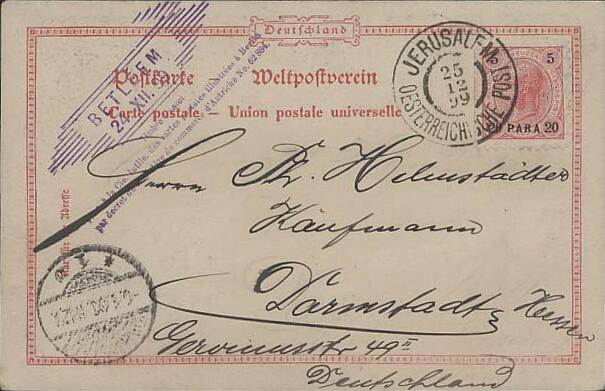
Почтовая карточка австрийской почты, отправленная в Рождество 1899 года из Вифлеема частным курьером в Иерусалим, затем в Германию

## Ранняя история
Австрия, наряду с другими европейскими государствами, содержала в Османской империи развитую сеть почтовых отделений, необходимость создания которой была вызвана ненадёжностью османской почты. В 1721 году Австрия получила разрешение на осуществление почтовой связи между Веной и австрийским посольством в Константинополе только в отношении государственной корреспонденции. В 1729 году было разрешено открыть почтовые отделения и регулярно перевозить почту купцов. В 1748 году это привело к открытию почтового отделения в Галате (предместье Константинополя), а со временем ещё в десятках мест на Балканах и в восточном Средиземноморье.

## Выпуски почтовых марок
Начиная с 1863 года использовались почтовые марки Ломбардо-Венеции, но после утраты этих территорий в 1867 году Австрии пришлось выпустить специальные почтовые марки. Внешне они не отличались от марок Австрии того периода, но их номиналы были обозначены в сольдо и флоринах. В 1886 году номиналы были изменены на пара и пиастры в соответствии с турецкими деньгами, вначале путём надпечатки нового номинала на имеющихся марках почтовых отделений, а затем на обычных австрийских почтовых марках.
Эмиссия почтовых марок специально для почтовых отделений возобновилась в 1906 году путём использования австрийских марок с пропущенным номиналом (в то время номиналы на марках Австрии печатались на втором прогоне), а стандартный памятный (юбилейный) выпуск 1908 года включал марки того же типа с номиналами в пиастрах.
В 1902 и 1908 годах выходили доплатные марки.
По данным Лепешинского (1967), всего за период с 1867 по 1914 год было выпущено 53 почтовых марки и 14 доплатных. На марках использовались следующие надписи: лат. «Imper. reg. posta austr.» и нем. «К. К. Oesterreichische Post» — «Императорская и королевская австрийская почта»; «Porto» — «доплата». Каталог «Скотт» насчитывает большее число почтовых марок — 56 (без разновидностей).
Хотя ранние выпуски встречаются не часто, объёмы почтовой корреспонденции к концу существования империи были таковыми, что и гашёные, и негашёные марки до сих пор широко распространены.

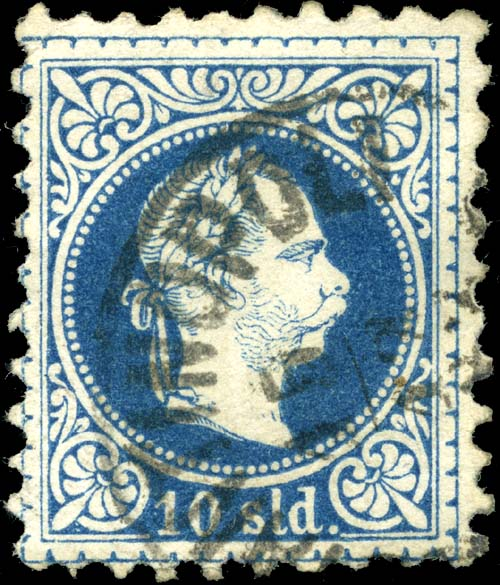
1876: марка в 10 сольдо, погашена в Константинополе (Sc #7F)
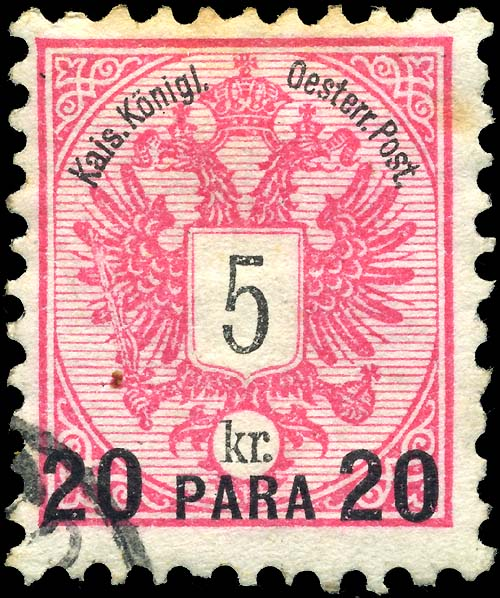
1888: марка в 20 пара, надпечатка (Sc #16)
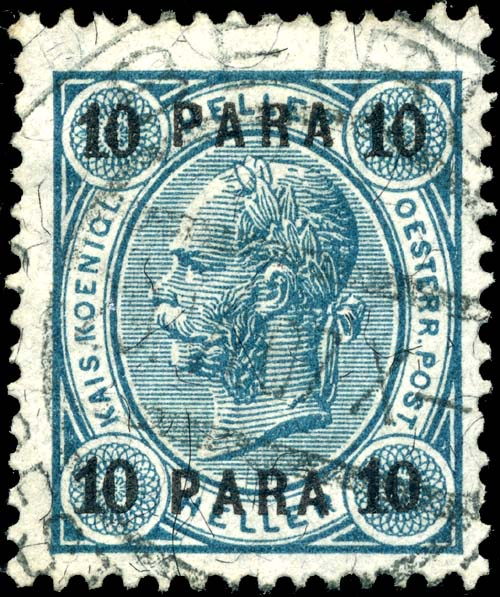
1906: марка в 10 пара, погашена в Бейруте (Sc #39)
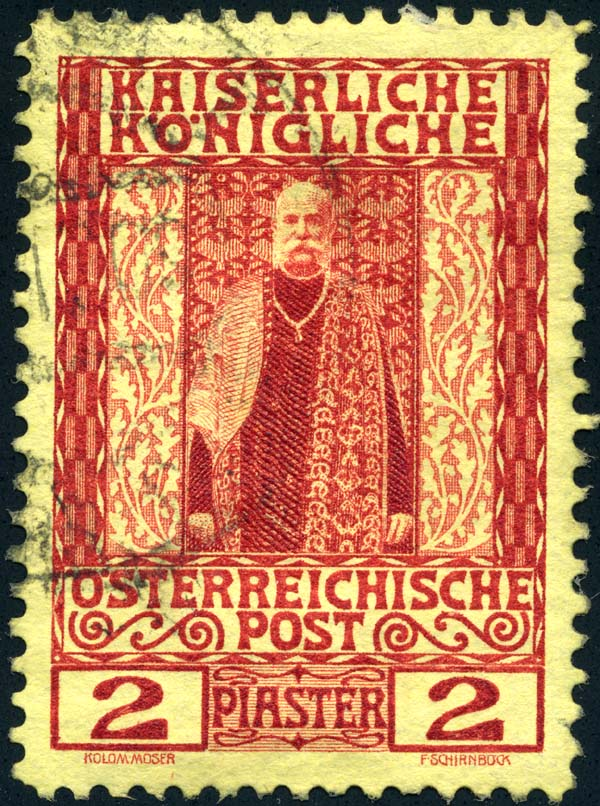
1908: памятная марка в 2 пиастра (Sc #51)

## Цельные вещи
Первыми цельными вещами, поступившими в распоряжение австрийских почтовых отделений в Османской империи, стали маркированные конверты в 1867 году. Всего до 1872 года было выпущено десять разных конвертов с номиналами в сольдо, которые оставались в почтовом обращении до 31 октября 1884 года. В 1908 году был эмитирован всего лишь один конверт с номиналом во французской валюте.
В 1873 году были впервые выпущены почтовые карточки с номиналами в сольдо, было напечатано пять разных открыток. Затем в 1888 году их сменила серия почтовых карточек в турецкой валюте, всего 13 разных открыток, которых, в свою очередь, сменили почтовые карточки с номиналами во французском валюте в 1903 году. Всего известно десять разных видов карточек, номинал которых указан во французском валюте.
В 1886 году была выпущена одна единственная секретка с номиналом, обозначенным в сольдо. В турецкой валюте вышли четыре различных вида секреток: в 1888, 1890, 1900 и 1908 году.
В период обращения турецкой валюты было отпечатано только три вида бандеролей: в 1890, 1900 и 1908 году. На одной бандероли была обозначена французская валюта — в 1908 году.

## Закрытие почты
В 1909 году в результате Боснийского кризиса оттоманское правительство отменило почтовые отделения Австрии и других государств вне Константинополя и Смирны. 1 октября 1914 года, с началом Первой мировой войны, Порта восстановила контроль над всеми другими почтовыми отделениями.